# Vila Vila (Cercado)
Vila Vila (auch: Vila Vila „A“) ist eine Ortschaft im Departamento Oruro im Hochland des südamerikanischen Anden-Staates Bolivien.

## Lage im Nahraum
Vila Vila ist die drittgrößte Ortschaft des Kanton Caracollo im Municipio Caracollo in der Provinz Cercado und liegt auf einer Höhe von 3883 m. Nordwestlich von Vila Vila erstreckt sich die weite Ebene des bolivianischen Hochlandes und östlich des Ortes erhebt sich die Serranía de Sicasica, ein nord-südlich ausgerichteter Gebirgsriegel zwischen La Paz und Cochabamba, der bis auf 4500 m ansteigt.

## Geographie
Vila Vila liegt auf dem bolivianischen Altiplano zwischen den Anden-Gebirgsketten der Cordillera Occidental im Westen und der Cordillera Central im Osten. Die Region hat ein typisches Tageszeitenklima, bei dem die mittleren täglichen Temperaturschwankungen stärker ausgeprägt sind als die Temperaturschwankungen zwischen Winter und Sommer.
Die Jahresdurchschnittstemperatur liegt im langjährigen Mittel bei 8 °C, die Monatswerte schwanken zwischen 4 °C im Juni/Juli und 11 °C im Dezember (siehe Klimadiagramm Caracollo). Nächtliche Frosttemperaturen sind jedoch zu fast jeder Jahreszeit möglich. Der Jahresniederschlag liegt bei niedrigen 400 mm, wobei von April bis Oktober eine ausgeprägte Trockenzeit herrscht und nur von Dezember bis März nennenswerte Niederschläge von bis zu 100 mm im Monatsmittel fallen. Aufgrund der geringen Niederschläge ist der Himmel meist klar und von intensiv blauer Farbe.

## Verkehrsnetz
Vila Vila liegt in einer Entfernung von 172 Straßenkilometern südöstlich von La Paz, der Hauptstadt des gleichnamigen Departamentos.
Von La Paz aus führt die asphaltierte Nationalstraße Ruta 2 in westlicher Richtung nach El Alto, von dort nach Süden die Ruta 1 über Patacamaya und Sica Sica nach Vila Vila, achtzehn Kilometer vor der Stadt Caracollo gelegen. Von dort aus führt die Nationalstraße weiter in südöstlicher Richtung zu den Departamento-Hauptstädten Oruro, Potosí und Tarija und weiter nach Bermejo an der argentinischen Grenze.

## Bevölkerung
Die Einwohnerzahl von Vila Vila ist in den letzten beiden Jahrzehnten auf mehr als das Dreifache angestiegen:
| Jahr | Einwohner | Quelle       |
| ---- | --------- | ------------ |
| 1992 | 186       | Volkszählung |
| 2001 | 477       | Volkszählung |
| 2012 | 464       | Volkszählung |
| 2024 |           | Volkszählung |

In Vila Vila ist die Aymara-Bevölkerung vorherrschend, im Municipio Caracollo sprechen 72,2 Prozent der Bevölkerung Aymara.